# Altichiero
Altichiero da Zevio (1330 - 1390) foi um pintor italiano do estilo gótico. Um seguidor de Giotto, Altichiero parece ter criado a Escola de Verona. Trabalhou em Verona e Pádua.
Altichiero provavelmente nasceu próximo a Zevio. Tornou-se um membro importante da Família della Scala. 
Há afrescos feitos por ele na Basílica de Santo Antonio de Pádua em Pádua, trabalho compartilhado com Jacopo d'Avanzi. Junto com D'Avanzo Veronese, criou afrescos para a capela de St. James. 
Sua biografia também está na obra Vidas de Giorgio Vasari.